# ماگدالینا جانپولادیان
ماگدالینا گئورگی جانپولادیان (ارمنی: Մագդալինա Գեորգիի Ջանփոլադյան؛ زادهٔ ۲۴ نوامبر ۱۹۴۲) تاریخ‌نگار ادبی و استاد دانشگاه دولتی ایروان اهل ارمنستان است.

## زندگی‌نامه
وی در ۲۴ نوامبر ۱۹۴۲ در ایروان به دنیا آمد و از دانشگاه دولتی ایروان فارغ‌التحصیل گشت. وی برنده جوایزی همچون مدال موسس خورناتسی است. وی عضو اتحادیه نویسندگان ارمنستان است.

## آثار
- Թումանյանը եվ ժողովրդական էպոսը (Երեվանի Համալսարանի Հրատարակչություն, 1969 - Sasuntsʻi Dawitʻ - 197 pp)[۱]